# Premio Nilo per le Arti, la Letteratura e le Scienze Sociali
Il Premio Nilo per le Arti, la Letteratura e le Scienze Sociali è il più importante premio artistico in Egitto.
Il premio consiste in una medaglia in oro e 400.000 lire egiziane.

## Vincitori
| Anno | Arte                 | Letteratura      | Scienze sociali   |
| ---- | -------------------- | ---------------- | ----------------- |
| 2013 | Mahfouz Abdel Rahman | Farouk Shousha   |                   |
| 2014 | Ahmed Toughan        | Idwār al-Kharrāṭ | Ahmed Omar Hashim |
| 2016 | Ali Badrakhan        | El-Taher Makki   | Sabry El-Shabrawi |